# Sara Paretsky
Sara Paretsky, née à Ames, Iowa le 8 juin 1947, est une auteure américaine de romans policiers.

## Biographie
Diplômée en sciences politiques de l’Université du Kansas en 1967, elle poursuit ses études à l’Université de Chicago où elle obtient un doctorat en histoire en 1977. En parallèle, elle travaille dans la recherche urbaine à Chicago de 1971 à 1974 et comme rédactrice jusqu’en 1977.  Elle devient ensuite directrice commerciale d’une compagnie d’assurances, mais le succès de ses romans policiers la convainc de délaisser cette position en 1986 pour se consacrer uniquement à l’écriture.
Elle est l’une des premières romancières à imaginer un personnage féminin de détective dur-à-cuire avec Victoria Iphigenia Warshawski.  Fille d’un policier, V. I. Warshawski (Vic pour les intimes) est une diplômée en droit accomplie et sportive (elle est karateka), qui n’a pas froid aux yeux. Détective privée à Chicago, elle se trouve mêlée à des affaires qui requièrent sens de la déduction et interventions musclées et qui la conduisent à fréquenter tour à tour des ecclésiastiques catholiques extrémistes, des médecins malhonnêtes, des avocats véreux, des négociants retors...  Quelques faits marquants de l’histoire contemporaine servent parfois de toile de fond à certaines de ses enquêtes, notamment l’antisémitisme pendant la Deuxième Guerre mondiale dans Refus de mémoire (2001) et le maccarthysme des années 1950 dans Canailles & C° (2003).  
En 2002, la Crime Writers' Association lui décerne le Cartier Diamond Dagger et, en 2011, les Mystery Writers of America, le prestigieux Edgar du Grand Maître (Grand Master Award), deux prix honorant l'ensemble de son œuvre.

## Œuvre

### Romans

#### SérieV. I. Warshawski
- Indemnity Only (1982) Publié en français sous le titre Chronique d’une mort assurée, Paris, Librairie des Champs-Élysées, Masque Grands Formats, 1989
- Deadlock (1984) Publié en français sous le titre Au point mort, Paris, Librairie des Champs-Élysées, Le Masque no 2050, 1991
- Killing Orders (1985) Publié en français sous le titre Un clergé pas très régulier, Paris, Librairie des Champs-Élysées, Le Masque no 2182, 1994
- Bitter Medicine (1987) Publié en français sous le titre Une médecine pas si douce, Paris, Librairie des Champs-Élysées, Le Masque no 2148, 1993
- Blood Shot ou Toxic Shock (R.-U.) (1988) Publié en français sous le titre Urgence, Paris, Librairie des Champs-Élysées, Masque Grands Formats, 2000; réédition, Paris, Seuil, Points no 1005, 2002
- Burn Marks (1990) Publié en français sous le titre Qui s’y frotte, s’y brûle, Paris, Librairie des Champs-Élysées, Le Masque no 2103, 1992
- Guardian Angel (1992) Publié en français sous le titre Sous les feux protecteurs, Paris, Librairie des Champs-Élysées, Le Masque no 2136, 1992
- Tunnel Vision (1994) Publié en français sous le titre Angle mort, Paris, Librairie des Champs-Élysées, Masque Grands Formats, 1995 ; réédition, Paris, Seuil, Points no 1061, 2003
- Hard Time (1999) Publié en français sous le titre Sale Temps, Paris, Librairie des Champs-Élysées, Masque Grands Formats, 1999 ; réédition, Paris, Seuil, Points no 1174, 2004
- Total Recall (2001) Publié en français sous le titre Refus de mémoire, Paris, Seuil, Policiers, 2003 ; réédition, Paris, Seuil, Points no 1360, 2005
- Blacklist (2003) Publié en français sous le titre Canailles & C°, Paris, Seuil, Policiers, 2004
- Fire Sale (2005) Publié en français sous le titre Chicago, banlieue sud, Paris, Seuil, Policiers, 2007 ; réédition, Paris, Seuil, Points no 1964, 2008
- Hardball (2009)
- Body Work (2010)
- Breakdown (2012)
- Critical Mass ou V I for Short (2013)
- Brush Back (2015)
- Fallout (2017)
- Shell Game (2018)
- Dead Land (2020)
- Overboard (2022)
- Pay Dirt (2024)

#### Autres romans
- Ghost Country (1998)
- Bleeding Kansas (2007)

### Recueils de nouvelles

#### Recueil de nouvelles de la sérieV. I. Warshawski
- Windy City Blues (1991) Publié en français sous le titre Un vent de folie, Paris, Librairie des Champs-Élysées, Masque Grands Formats, 2001
- Love & Other Crimes (2020)

#### Autre recueil de nouvelles
- A Taste of Life and Other Stories (1995)

## Adaptation cinématographique
- 1991 : Un privé en escarpins (V.I. Warshawski) de Jeff Kanew, avec Kathleen Turner dans le rôle de Victoria Iphigenia Warshawski.

## Prix et distinctions
- Cartier Diamond Dagger 2002 pour l'ensemble de son œuvre[1]
- Gold Dagger Award 2004 pour Canailles & C°
- Grand Master Award 2011
- Malice Domestic Award for Lifetime Achievement 2015[2]
- Prix Sue Grafton 2019 pour Shell Game[3]

## Sources
- Jacques Baudou et Jean-Jacques Schleret, Le Vrai Visage du Masque, vol. 1, Paris, Futuropolis, 1984, 476 p. (OCLC 311506692), p. 87-88.
- Claude Mesplède (dir.), Dictionnaire des littératures policières, vol. 2 : J - Z, Nantes, Joseph K, coll. « Temps noir », 2007, 1086 p. (ISBN 978-2-910-68645-1, OCLC 315873361), p. 484-485.